# Frank Gardner
Frank Gardner,  avstralski dirkač Formule 1, * 1. oktober 1930, Sydney, Novi Južni Wales, Avstralija, † 29. avgust 2009.
Frank Gardner je pokojni avstralski dirkač Formule 1. Debitiral je v sezoni 1964, ko je nastopil le na dirki za Veliko nagrado Velike Britanije, kjer je odstopil že v prvem krogu. V naslednji sezoni 1965 je nastopil na sedmih dirkah in ob štirih odstopih dosegel dvanajsto mesto na prvi dirki sezone za Veliko nagrado Južne Afrike, osmo mesto na dirki za Veliko nagrado Velike Britanije, kar je njegov najboljši rezultat v karieri, in enajsto mesto na dirki za Veliko nagrado Nizozemske. V Formuli 1 je zadnjič nastopil na dirki za Veliko nagrado Italije v sezoni 1968, kjer pa se mu ni uspelo kvalificirati na dirko. Vzporedno s Formuli 1 pa je dirkal tudi v avstralsko-novozelandski seriji Formule Tasman, kjer je kot svoj najboljši rezultat v sezoni 1965 zasedel četrto mesto v prvenstvu. V sezoni 1967 pa je dirkal tudi v prvenstvu Evropske Formule 2, kjer je z eno zmago zasedel drugo mesto v prvenstvu. 

## Popolni rezultati Formule 1
(legenda) (odebeljene dirke pomenijo najboljši štartni položaj, poševne pa najhitrejši krog, †-uvrščen kljub odstopu)
| Leto | Moštvo                    | Šasija       | Motor   | 1      | 2       | 3       | 4   | 5      | 6      | 7       | 8       | 9       | 10  | 11  | 12  | Prv | Toč |
| ---- | ------------------------- | ------------ | ------- | ------ | ------- | ------- | --- | ------ | ------ | ------- | ------- | ------- | --- | --- | --- | --- | --- |
| 1964 | John Willment Automobiles | Brabham BT10 | Ford L4 | MON    | NIZ     | BEL     | FRA | VB Ret | NEM    | AVT     | ITA     | ZDA     | MEH |     |     | -   | 0   |
| 1965 | John Willment Automobiles | Brabham BT11 | BRM V8  | JAR 12 | MON Ret | BEL Ret | FRA | VB 8   | NIZ 11 | NEM Ret | ITA Ret | ZDA     | MEH |     |     | -   | 0   |
| 1968 | Bernard White Racing      | BRM P261     | BRM V12 | JAR    | ŠPA     | MON     | BEL | NIZ    | FRA    | VB      | NEM     | ITA DNQ | KAN | ZDA | MEH | -   | 0   |